# Paul Demiéville
Paul Demiéville (Lausanne, 1894. szeptember 13. – Párizs, 1979. március 23.) svájci származású francia sinológus.

## Élete, munkássága
Demiéville a svájci Lausanne-ban született 1894-ben. Apja orvos volt, így a család megtehette, hogy gyermeküknek a lehető legjobb oktatást biztosítsák. Demiéville már gyerekkorában anyanyelvi szinten tudott franciul és olaszul, de a középiskoláját Bernben végezte (1911) német nyelven.
Az érettségit követően Demiéville megfordult és tanulmányokat folytatott Münchenben, Londonban és Edinburgh-ban. Ezt követően a Párizsi egyetem hallgatója lett, ahol 1914-ben diplomázott egy 17–18. századi zenetörténeti dolgozattal.
1915-től öt évet töltött a londoni King’s College-on, ahol már a kínai tanulmányokra fektette a hangsúlyt. Ezt követően visszatért Franciaországba, és az École des Langues Orientales vivantes-n 1919-ben újabb diplomát szerzett. Emellett a Collège de France-on is végezte tanulmányait, ahol Édouard Chavannes tanítványa lett. A kínai mellett Sylvain Lévitől (1863–1935) szanszkrit nyelvet is tanult.
1920-ban kinevezték az École française d'Extrême-Orient tanárává Hanoiba, ahol 1924-ig élt és tanított. 1924-ben áttelepült Amoyba, ahol az ottani egyetemen szanszkrit nyelvet és filozófiát tanított. 1926-ban Tokióba költözött, ahol a Maison Franco-Japonaise igazgatójának nevezték ki. 1930-ban tért vissza Franciaországba, és állampolgárságért folyamodott, amelyet 1931-ben meg is kapott. Ekkor nevezték ki az École des Langues Orientales igazgatójának, amely tisztségét egészen a második világháború befejezéséig töltötte be. 1945-től 1956-ig az École pratique des hautes études-ön buddhista filozófiát  tanított. 1946-ban megörökölte a buchenwaldi koncentrációs táborba hurcolt és elhunyt Henri Maspero elnöki posztját a Collège de France kínai nyelv és irodalom tanszékén, amelyet egészen az 1964-es nyugdíjazásáig töltött be. 1951-ben az Académie des inscriptions et belles-lettres tagjai közé választották. 1945-től 1975-ig a nagy jelentőségű sinológiai szakfolyóirat, a T’oung Pao társszerkesztője volt. Ezt a feladatot 1954-ig a holland sinológussal J. J. L. Duyvendakkal, ezt követően pedig A. F. P. Hulsewével közösen végezte.
Demiéville volt 20. század első felének legkiemelkedőbb sinológusainak egyike, aki jelentős mértékben járult hozzá a kínai és buddhológia stúdiumok fellendüléséhez. A tunhuangi kéziratok és buddhológiai tanulmányai mellett a klasszikus kínai költészet terén végzett fordításai is jelentősek. Ő volt az első sinológusok egyike, aki felismerte a japán nyelv fontosságát a kínai tanulmányok során. A sinológusok addig jellemzően inkább a mandzsu nyelv ismeretére helyezték a hangsúlyt, de Demiéville példáját követve máig minden jelentős sinológus tanult, vagy tud japánul.

## Főbb művei
- Anthologie de la poésie chinoise classique, Paris, Gallimard, 1962 (sous la direction de Paul Demiéville). Publié sous les auspices de l'UNESCO dans le cadre de la Collection UNESCO d'œuvres représentatives
- Entretiens de Lin-tsi, Paris, Fayard, 1972
- Choix d'études sinologiques, Leyde, E. J. Brill, 1973
- Choix d'études bouddhiques, Leyde, E. J. Brill, 1973
- Le concile de Lhasa, Institut des hautes études chinoises, 1987 ISBN 2857570406

## Fordítás
- Ez a szócikk részben vagy egészben  a   Paul Demiéville című francia Wikipédia-szócikk ezen változatának fordításán alapul.  Az eredeti cikk szerkesztőit annak laptörténete sorolja fel. Ez a jelzés csupán a megfogalmazás eredetét és a szerzői jogokat jelzi, nem szolgál a cikkben szereplő információk forrásmegjelöléseként.